# مادهوریما تولی
مادهوریما تولی (به انگلیسی: Madhurima Tuli) (زاده ۱۹ اوت ۱۹۸۸) بازیگر، مدل هندی است.
از فیلم‌هایی که وی در آن نقش داشته است می‌توان به نام من شبانا، داستان ناقص ما اشاره کرد.